# Kriterion-koszorú
A Kriterion-koszorú egy romániai magyar kulturális elismerés, amelyet a Kriterion Alapítvány hozott létre 1995-ben Domokos Géza elnök kezdeményezésére, „a kimagasló erdélyi szellemi teljesítmények jutalmazására”.
Évente kerül átadásra olyan, Erdélyben született személyiségek részére, akik a régió hírét vitték a világban, munkásságuk döntően befolyásolta a magyar kultúra és tudomány fejlődését, és Erdély iránti kötődésük mindvégig töretlen maradt.

## Díjazottak
A táblázatban a díjazás évét tüntettük fel. Tekintettel arra, hogy 2005 előtt az Alapítvány év végi döntése alapján a következő év elején adták át a díjakat, a díjazás éve helyett több életrajzban is a díjátvétel éve szerepel. 2005 óta a díjakat az év végén adják át, kivéve, ha valamilyen okból (távollét, betegség, járvány stb.) a díjátadást halasztani szükséges.
| Év   | Díjazott                                                                           | Megjegyzés |
| ---- | ---------------------------------------------------------------------------------- | ---------- |
| 1995 | Jakó Zsigmond Pál professzor, történettudós                                        | [ * 1 ]    |
| 1996 | Tompa Gábor színházi rendező                                                       | [ * 1 ]    |
| 1997 | KAM – Regionális és Antropológiai Kutatások Központja (Csíkszereda)                | [ * 1 ]    |
| 1998 | László Ferenc zenetudós                                                            | [ * 1 ]    |
| 1999 | Faragó József néprajzkutató                                                        | [ * 1 ]    |
| 2000 | Gaál András grafikus, festőművész, a gyergyószárhegyi alkotóközpont létrehozásáért | [ * 1 ]    |
| 2000 | Márton Árpád képzőművész a szárhegyi alkotóközpont létrehozásáért                  | [ * 1 ]    |
| 2000 | Zöld Lajos újságíró a szárhegyi alkotóközpont létrehozásáért                       | [ * 1 ]    |
| 2001 | Imreh István történész, nyugalmazott egyetemi tanár                                | [ * 2 ]    |
| 2002 | Péntek János nyelvész, néprajzkutató, egyetemi tanár                               | [ * 3 ]    |
| 2003 | Szilágyi Zsolt énekes, kórusvezető, iskolaigazgató                                 | [ * 4 ]    |
| 2004 | Marosi Ildikó irodalomtörténész                                                    | [ * 5 ]    |
| 2005 | Egyed Ákos történész, egyetemi tanár                                               | [ * 6 ]    |
| 2006 | Jakobovits Miklós képzőművész, a Barabás Miklós Céh elnöke                         | [ * 7 ]    |
| 2007 | Dávid Gyula irodalomtörténész, szerkesztő                                          | [ * 8 ]    |
| 2008 | Toró Tibor elméleti fizikus, nyugalmazott tanszékvezető egyetemi tanár             | [ * 9 ]    |
| 2009 | Gálfalvi Zsolt irodalomkritikus                                                    | [ * 10 ]   |
| 2010 | Deák Ferenc képzőművész, könyvgrafikus                                             | [ * 11 ]   |
| 2011 | Banner Zoltán művészettörténész, író, előadó.                                      | [ * 12 ]   |
| 2012 | Kántor Lajos irodalomtörténész, szerkesztő, publicista                             | [ * 13 ]   |
| 2013 | Barabási Albert László hálózatkutató fizikus                                       | [ * 14 ]   |
| 2014 | Kányádi Sándor költő                                                               | [ * 15 ]   |
| 2015 | ?                                                                                  |            |
| 2016 | Molnár Levente operaénekes                                                         | [ * 16 ]   |
| 2017 | ?                                                                                  |            |
| 2018 | ?                                                                                  |            |
| 2019 | ?                                                                                  |            |
| 2020 | Korniss Péter fotográfus                                                           | [ * 17 ]   |
| 2021 | Markó Béla költő                                                                   | [ * 18 ]   |
| 2021 | Novák Ferenc koreográfus                                                           | [ * 18 ]   |
| 2024 | Bodor Ádám író                                                                     | [ 4 ]      |